# Václav Pech
Václav Pech jr., né le 3 décembre 1976, est un pilote automobile tchèque de rallyes.

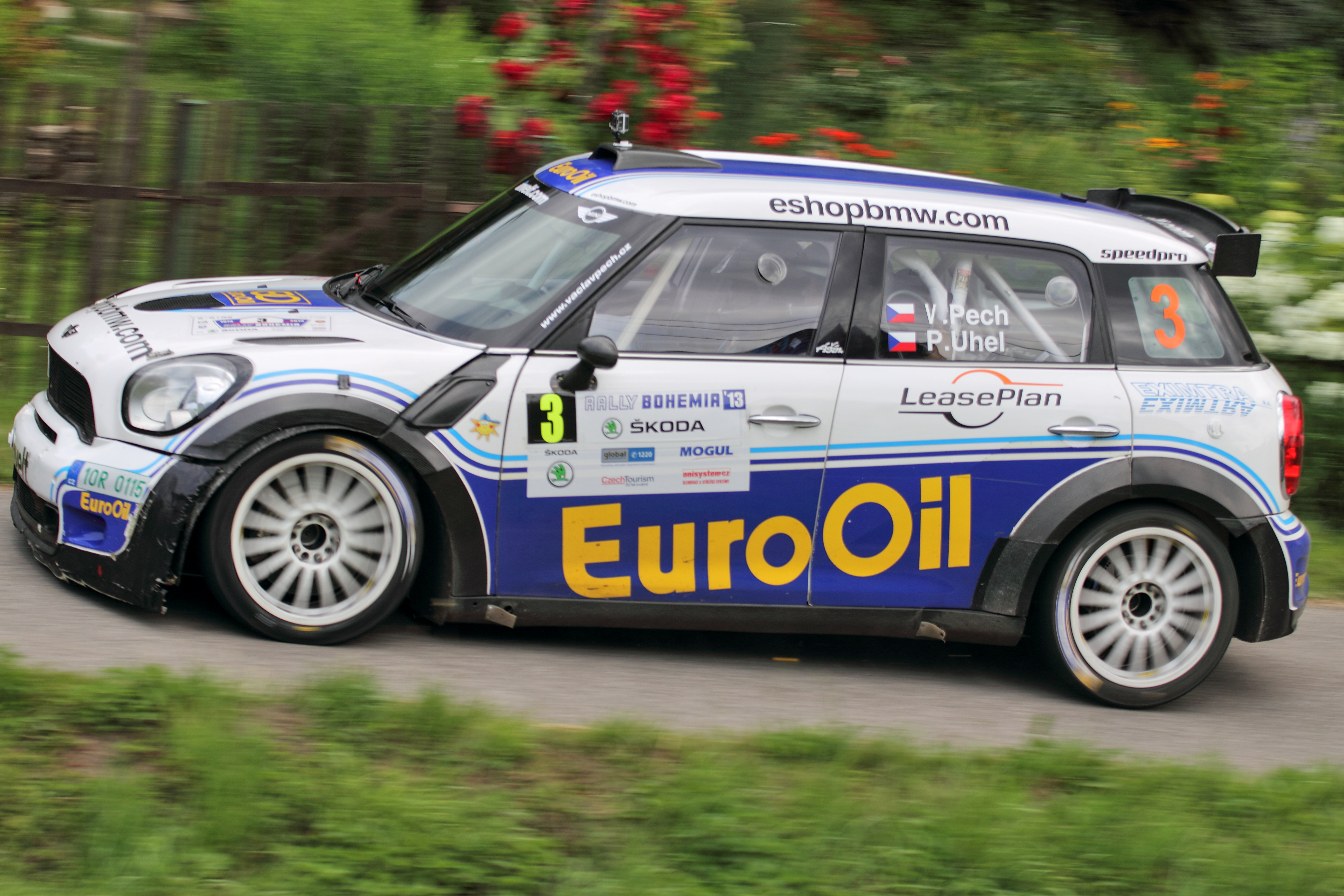
Václav Pech au rallye de Bohême en 2013.

## Biographie
Petr Uhel est pratiquement son unique copilote depuis ses débuts, en 1996.
Il a couru sur des véhicules Škoda, Subaru, Toyota, Ford, Mitsubishi, et Mini Cooper actuellement depuis 2011, remportant ainsi près d'une trentaine de victoires en championnat de Tchéquie depuis 2002 (rallye de Krumlov), et plus de 5 en championnat de Slovaquie depuis 2001 (rallye Matador). Il a aussi remporté des courses en championnats d'Autriche (dont le Rallye Jänner -hivernal- à 3 reprises, en 2005, 2007 et 2008, terminant encore second en 2014 dans le cadre du championnat d'Europe nouvelle formule), de Croatie et de Slovénie.
Il s'est encore adonné au sprintrally depuis 2000, toujours avec P. Uhel, remportant une dizaine de courses du championnat national tchèque jusqu'en 2005.
En 2014 il gagne de nouveau son rallye national, onze années après sa première victoire et toujours avec P. Uhel, fidèle depuis 1996 à ses côtés, face à Esapekka Lappi alors leader du championnat européen, de 15 ans son cadet.
Son père Václav Pech sr. fut également pilote de rallyes, entre 1975 et 1998 (il remporta le Rallye Mecsek de Hongrie à deux reprises, en 1982 et 1983 sur Škoda 130 RS).

## Palmarès(au 30/11/2014)

### Titres
(23 titres nationaux en rallye)
- Triple vainqueur de la Coupe FIA d'Europe centrale, en 2008 et 2010 (sur Mitsubishi Lancer Evo IX R4), puis en 2011 (sur Mini Cooper et Mitsubishi Lancer Evo IX);
- Septuple Champion de Tchéquie des rallyes: 2002, 2003 et 2005 (sur Ford Focus WRC), puis 2006 2007 (sur Mitsubishi Lancer Evo IX), et enfin 2013 et 2014 (sur Mini Cooper S2000 1.6T);
- Champion de Slovaquie des rallyes, en 2002 2003 et 2007;
- Champion de Tchéquie de rallye sprint, en 2004 et 2005;
- Champion de Tchéquie des rallyes du groupe 2, en 2013 et 2014;
- Champion de Tchéquie des rallyes du groupe N, en 2007, 2009 et 2010;
- Champion de Tchéquie des rallyes du groupe N4, en 2007, 2009 et 2010;
- Champion de Tchéquie des rallyes de classe PV, en 2006;
- Champion de Tchéquie des rallyes de classe A8, en 2002 et 2003;
  - Vice-champion de Tchéquie des rallyes, en 2001, 2004, 2008, 2009, 2010;
  - Vice-champion de Tchéquie des rallyes du groupe N, en 2008;
  - Vice-champion de Tchéquie des rallyes du groupe N4, en 2008;
  - Vice-champion de Tchéquie des rallyes de classe A8, en 2001;
  - 3e du championnat d'Europe des rallyes, en 2003;
  - 3e du championnat de Tchéquie des rallyes, en 2011;
  - 3e du championnat de Slovaquie des rallyes, en 2001;
  - 3e du championnat de Slovaquie des rallyes de classe A8, en 2005;

### 10 victoires en championnat d'Europe
- Rallye Matador: 2001, 2002, 2003 et 2005 (Slovaquie);
- Rallye Mikona: 2002 et 2003 (Slovaquie);
- Rallye de Tchéquie: 2003 et 2014 (2e en 2006 et 2013, 3e en 2001 et 2007);
- Rallye de Croatie: 2003 et 2006 (2e en 2001);

### 5 victoires en coupe FIA d'Europe centrale
- Rallye Janner: 2008;
- Rallye Saturne (sl): 2008 à 2011 (Slovénie);
- Rallye Hustopeče: 2008 (Tchéquie);
- Rallye Třebíč: 2008 (Tchéquie).

## Galerie de photos

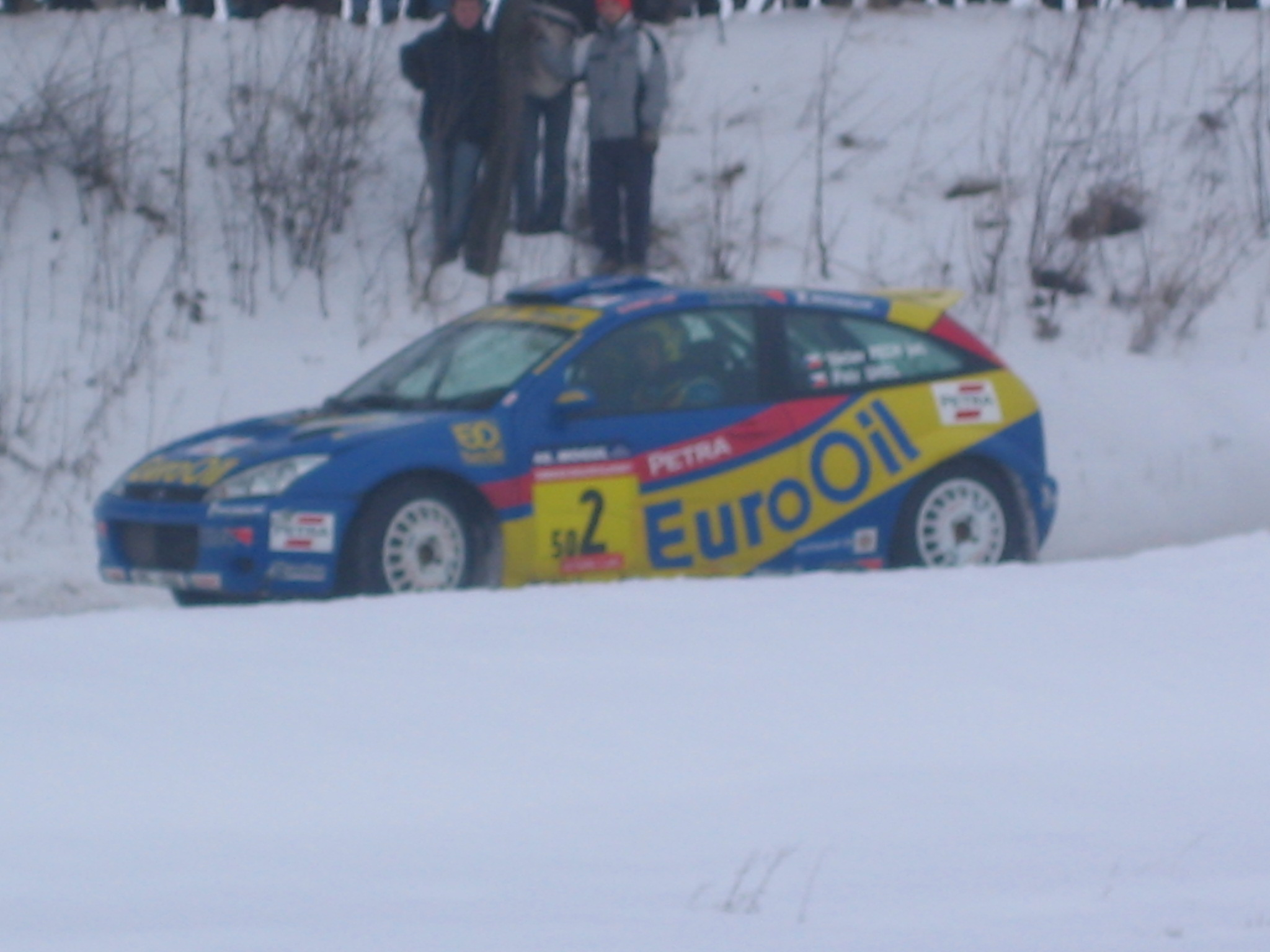
V.Pech à Šumava en 2005;
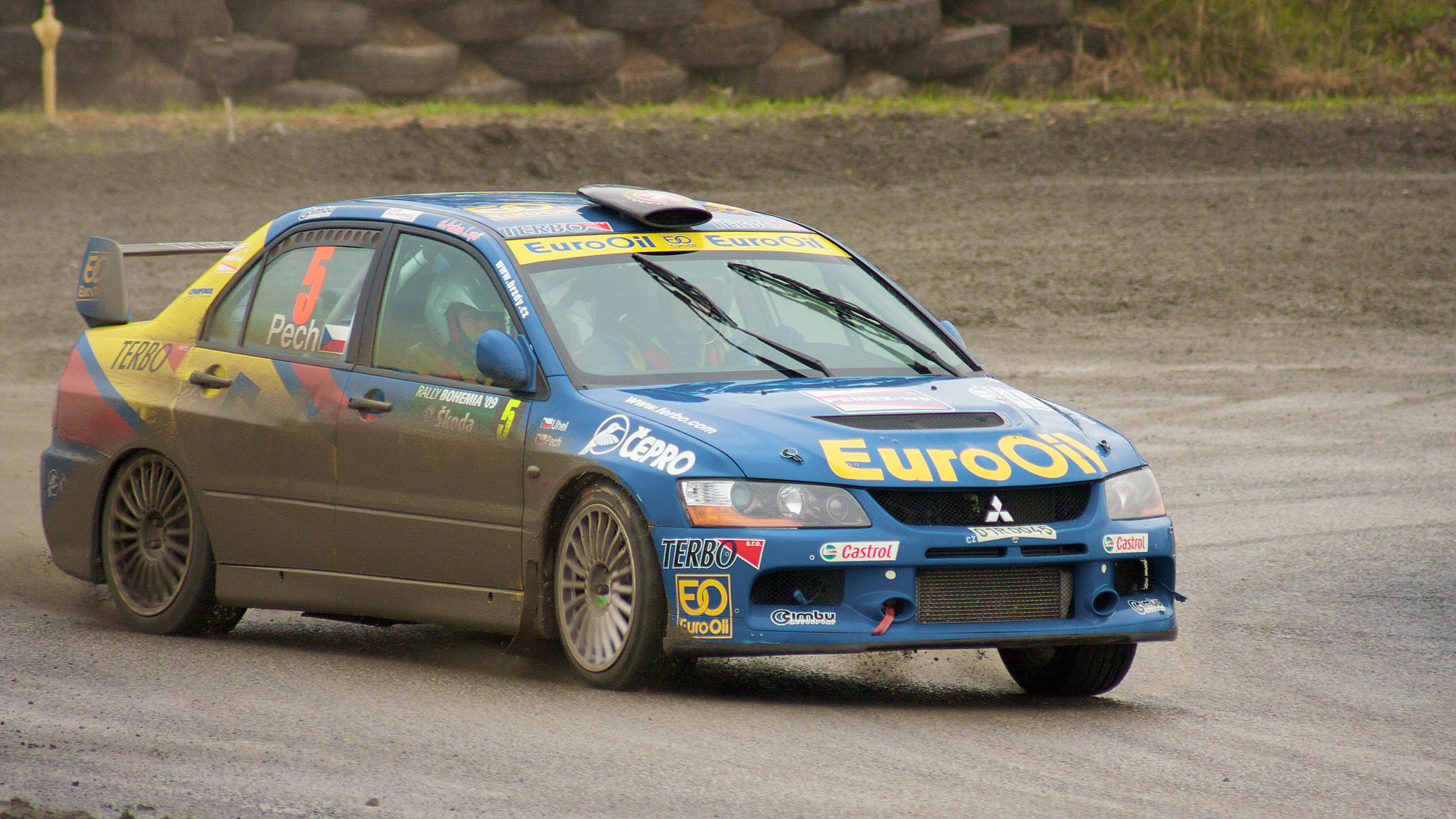
V.Pech en Bohême en 2009;
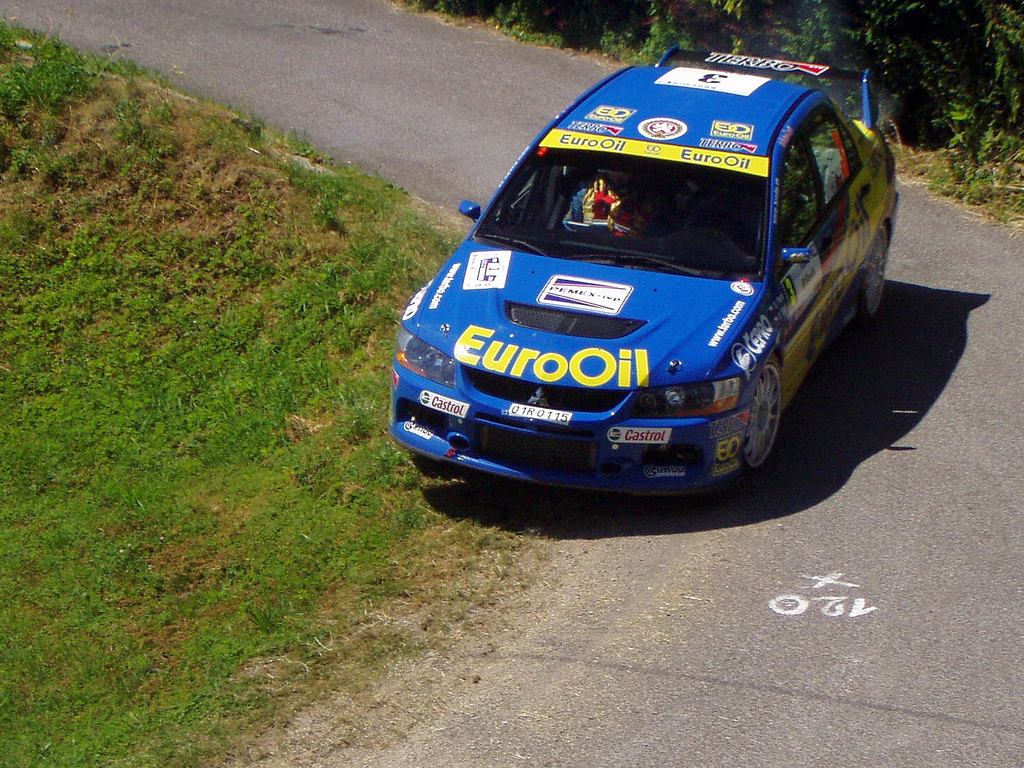
V.Pech en Bohême en 2010;
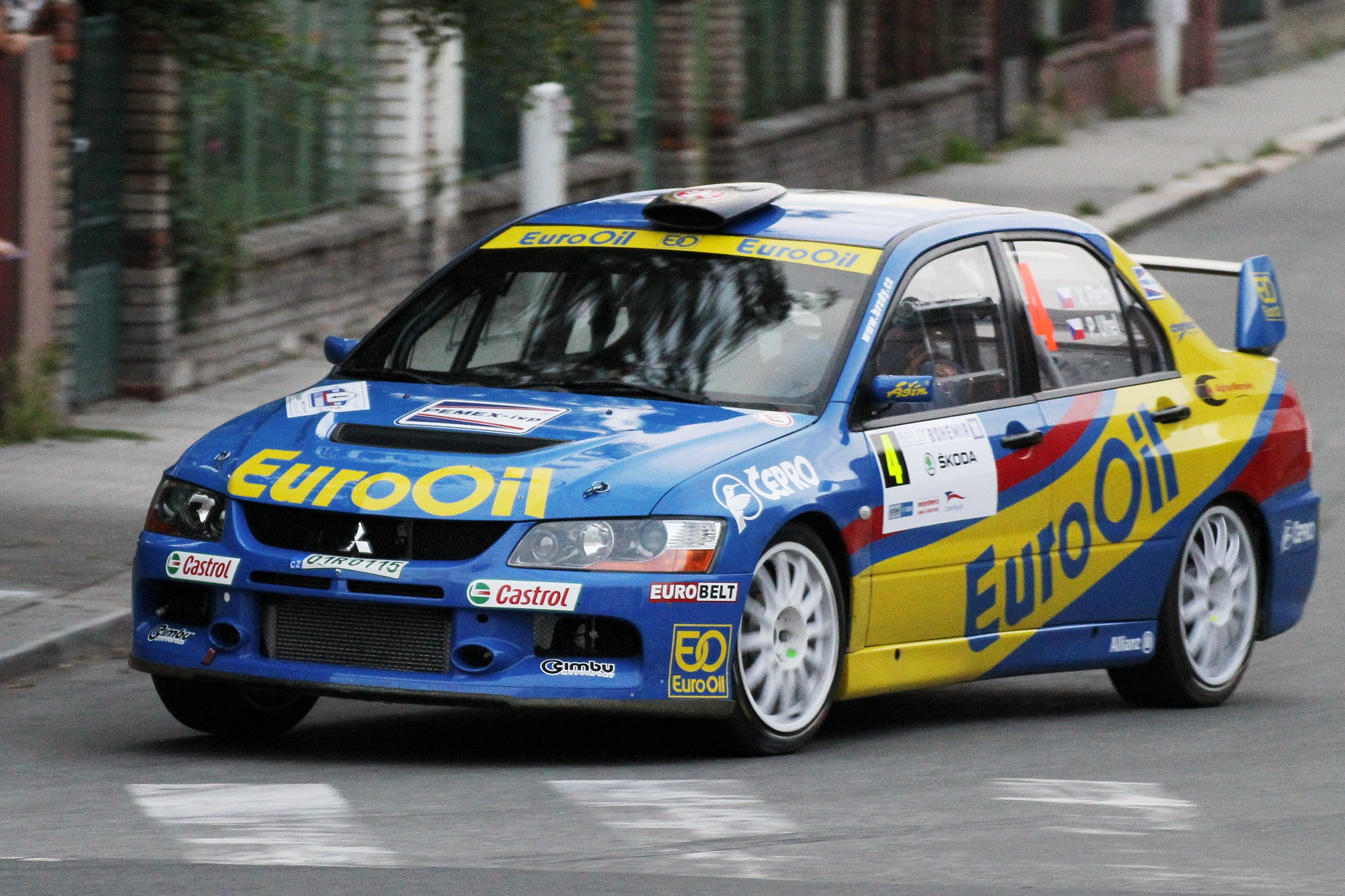
V.Pech en Bohême en 2011;
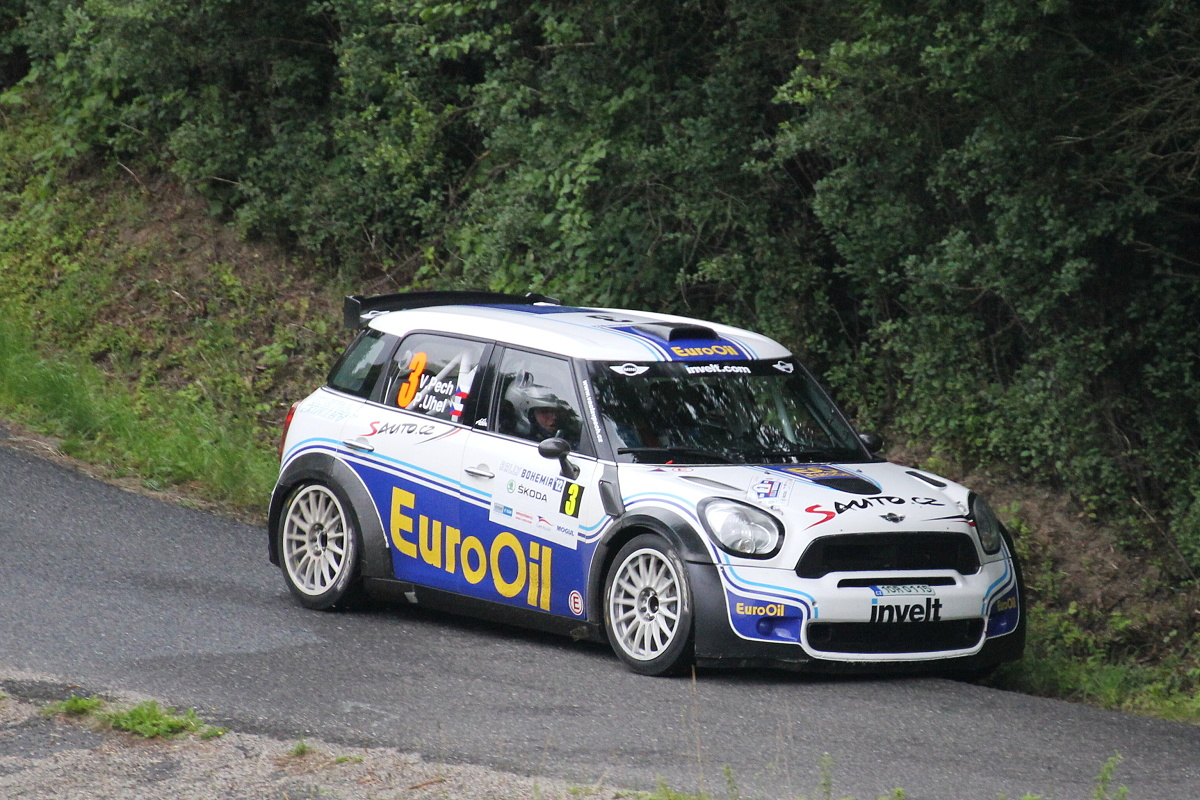
V.Pech en Bohême en 2012.